# Alexandra Carrick
Alexandra Grigorievna Carrick (Алекса́ндра Григо́рьевна Ка́ррик), née Markelova (Марке́лова), née en 1832 et morte en 1916, est une traductrice, journaliste et romancière russe pour la jeunesse et chantre de l'émancipation féminine.

## Biographie
Elle est la fille d'un conseiller de collège. Elle demeure à  Riazan dans les années 1850 et déménage en 1864 à Saint-Pétersbourg, où elle ne tarde pas à être surveillée par la police à cause d'un penchant pour le mouvement nihiliste. Elle participe à la commune de la rue Znamenskaïa («Знаменская коммуна»), sorte de phalanstère socialiste organisé par Vassili Sleptsov dans un grand appartement loué dans le centre de Saint-Pétersbourg, où elle s'occupe de l'intendance. Cet essai de vie en commun se solde par un échec au bout de quelques mois et cesse en juin 1864. D'après les souvenirs d'une ancienne membre, E. Tsenina-Joukovskaïa, « Elle n'était pas belle et dure d'oreille, mais très cultivée et talentueuse. »... « Elle jouissait d'une certaine célébrité et des gens de divers milieux venaient à sa rencontre. » Cette même mémorialiste souligne aussi le fait qu'elle intriguait ses contemporains par une liaison qu'elle avait eue avec un peintre à l'étranger et qu'elle était revenue seule en Russie après avoir donné naissance à un petit garçon qu'elle assumait d'élever elle-même.
En 1868, elle épouse le fameux photographe pétersbourgeois William Carrick qui adopte son fils et avec qui elle a deux fils, Dmitri et Valery (1869-1943), futur caricaturiste et conteur. Elle devient veuve en 1878.  
Elle travaille à la maison d'édition de N. Stassova et M. Troubnikova. Elle traduit en russe plusieurs auteurs européens, en particulier les contes d'Andersen et des œuvres de Giovagnoli, Wells, Kipling, Crawford, Harris, Gordon, etc. Elle écrit des récits Pitomka («Питомка»), Sur le sable marin («На морском песке»), Le Ruisseau («Ручей»), des essais Dans le coin du travail («В рабочем углу»), La Sans-abri («Бездомная»). Dans la revue Affaire de femmes «Женское дело», elle tient la rubrique « Échos de l'étranger »  («Иностранные отголоски») qui fait la recension de livres parus à l'étranger et d'articles sur les mouvements d'émancipation féminine. À la fin des années 1860, elle collabore à  la revue Affaire («Дело») et travaille pour le journal Vedomosti de Saint-Pétersbourg («Петербургские Ведомости»).
Elle meurt le 23 mars /5 avril 1916 à Pétrograd.

## Publications

### Quelques traductions en russe
- E. M. Harris. L'Égaré [Заблудший]. — Saint-Pétersbourg, 1891. — 306 pages.
- B. Rothmann. Dans l'esprit du temps [В духе времени]. — Saint-Pétersbourg, 1891. — 431 pages.
- Edmondo De Amicis. L'Institutrice [Учительница]. — Saint-Pétersbourg, 1895. — 84 pages.
- M. L. Woods. Drame à la campagne [Деревенская драма]. — СПб., 1895. — 107 pages.
- Rudyard Kipling. Les Braves Marins [Смелые мореплаватели]. — Saint-Pétersbourg, 1897. — 200 pages.
- M. Ward. David Greeve : récit à propos de comment un homme a trouvé son chemin dans la vie [Давид Грив: Рассказ о том, как человек нашел дорогу в жизни]. — Saint-Pétersbourg, 1897. — 110 pages.
- W. B. Drummond. L'Enfant. Sa nature et son éducation [Дитя, его природа и воспитание]. — Saint-Pétersbourg: XX век, 1902. — 252 pages.
- Herbert George Wells. Prédictions sur l'impact des progrès de la mécanique et de la science sur la vie et la pensée humaines [Предвидения о воздействии прогресса механики и науки на человеческую жизнь и мысль]. — Moscou — 291 pages.
- Nicholas Wiseman. Fabiola, ou l'Église des catacombes [Фабиола, или Церковь в катакомбах]. — Saint-Pétersbourg, 1903. — 263 pages.
- Raffaello Giovagnoli, Spartacus [Спартак]. — Saint-Pétersbourg, 1906. — 478 pages.
- Guy de Maupassant. Récits de la vie de paysans français [Рассказы из жизни франц. крестьян]. — Saint-Pétersbourg. 1911.
- D. Ewing. Le Petit Gitan [Цыганенок]. — Saint-Pétersbourg: L'Ourson [Медвежонок], 1914. — 40 pages.

## Source de la traduction
- (ru) Cet article est partiellement ou en totalité issu de l’article de Wikipédia en russe intitulé « Каррик, Александра Григорьевна » (voir la liste des auteurs).